# Anicet Lavodrama
Richard Anicet Lavodrama Ondoma (Bangui, República Centreafricana, 4 de juliol de 1963) és un exjugador de bàsquet centreafricà. Amb 2,04 metres d'alçada, jugava en la posició de pivot.

## Carrera esportiva
Va començar jugat en l'equip de la Houston Baptist University, a la NCAA. L'any 1985 fitxa pel Clesa Ferrol de la lliga ACB, on hi juga fins al 1994, any en què l'equip gallec baixa de categoria. La temporada següent fitxa pel Fórum Filatélico, i la següent, la 95-96, juga al Joventut de Badalona, on serà tallat per Raymond Brown en el mes de gener. Després d'estar casat amb una ferrolana obté la nacionalitat espanyola, i la temporada 96-97 tornar al Fórum Filatélico, on jugarà dues temporades més fins a la seva retirada.
Abans d'obtenir la nacionalització espanyola, Lavodrama va participar amb la seva selecció natal en els Jocs Olímpics d'Estiu de 1988 a Seül.

### Retirat
Després de la seva retirada com a jugador seguirà vinculat al bàsquet, treballant en els despatxos del CB Valladolid i pels Cleveland Cavaliers primer, com a director de desenvolupament i relacions internacionals de la Federació Internacional de Bàsquet (2000-2005), i posteriorment per a l'agència de representació U1st
La filla d'Anicet, Danique Lavodrama, ha destacat com a model en les passarel·les espanyoles.